# Федоровська сільська рада (Акбулацький район)
Фе́доровська сільська рада (рос. Фёдоровский сельский совет) — сільське поселення у складі Акбулацького району Оренбурзької області Росії.
Адміністративний центр — село Федоровка.

## Населення
Населення — 691 особа (2019; 701 в 2010, 856 у 2002).

## Склад
До складу сільської ради входять:
| Населений пункт     | Населення, осіб (2002) | Населення, осіб (2010) |
| ------------------- | ---------------------- | ---------------------- |
| Александровка, село | 245                    | 228                    |
| Федоровка, село     | 611                    | 473                    |